# Amajari
Amajari este un oraș în Roraima (RR), Brazilia.